# Penny Gold
Penny Gold è un film del 1974 diretto da Jack Cardiff.
È un film drammatico britannico con James Booth, Francesca Annis e Nicky Henson. Con elementi thriller, la trama è incentrata su due investigatori che indagano su un omicidio nell'ambiente dei grossi collezionisti di francobolli. John Rhys-Davies interpreta un giocatore di rugby.

## Produzione
Il film, diretto dal direttore della fotografia premio Oscar Jack Cardiff su una sceneggiatura e un soggetto di Liz Charles-Williams e David D. Osborn, fu prodotto da George H. Brown e girato a Windsor (Regno Unito).

## Distribuzione
Il film fu distribuito nel Regno Unito nel 1974 al cinema con il titolo Penny Gold.
Alcune delle uscite internazionali sono state:
- in Ungheria il 28 novembre 1974
- in Spagna (El sello de la muerte)
- in Turchia (Esrarli Ölüm)